# José Diego Álvarez Pérez
José Diego Álvarez (David, Provincia de Chiriquí, Panamá; 25 de agosto de 1992) es un Exfutbolista panameño. Juega como delantero ofensivo y su último equipo fue el Chorrillo FC de la Liga Panameña de Fútbol.

## Trayectoria
En el 2009 jugó para las inferiores del Chiriquí FC, de la Segunda División de Panamá. De ahí emigró al fútbol europeo al SK Slavia Praga de la Checo donde tuvo buenas actuaciones. Formó parte de la Selección Sub-20 de Panamá que estuvo en la Copa Mundial de Fútbol Sub-20 de 2011. A principios del 2012 fichó por el FK Pribam, pero no renovó su contrato y decidió regresarse a su país. El 10 de agosto de 2012 fue anunciado como refuerzo del Chorrillo FC para el torneo LPF Apertura 2012 y la Concacaf Liga Campeones 2012-2013.

### Selecciones menores
| Copa                     | Sede      | Resultado      | Partidos | Goles |
| ------------------------ | --------- | -------------- | -------- | ----- |
| Campeonato Sub-20 2011   | Guatemala | Cuarto lugar   | 5        | 1     |
| Copa Mundial Sub-20 2011 | Colombia  | Fase de grupos | 3        | 0     |

## Clubes
| Club              | País            | Año       |
| ----------------- | --------------- | --------- |
| Atlético Chiriquí | Panamá          | 2009-2010 |
| Slavia Praga      | República Checa | 2010-11   |
| FK Príbram        | República Checa | 2012      |
| Chorrillo FC      | Panamá          | 2012-2014 |

- Datos: Q5939223